# Hammermuscheln
Die Hammermuscheln (Malleidae) sind eine Muschel-Familie aus der Ordnung Ostreida. Die ältesten Vertreter der Hammermuscheln wurden in Ablagerungen des Miozän gefunden.

## Merkmal
Die mittelgroßen bis sehr großen, im Querschnitt abgeflachten Gehäuse sind ungleichklappig und unregelmäßig im Umriss. Sie sind meist in der Dorsoventralrichtung stark verlängert und werden bis zu 25 cm hoch. Die linke Klappe ist oft etwas stärker gewölbt als die rechte Klappe. Der Dorsalrand ist meist sehr lang, er kann bis 25 cm lang sein. Es kann der vordere und hintere Rand verlängert sein oder auch nur der hintere Rand. Die Gehäuse ähneln im Umriss grob einem Hammer, daher auch der Name Hammermuscheln. Der dorsoventrale Fortsatz („Stiel“) kann nahezu senkrecht oder auch schief zum Dorsalrand stehen. Die Gehäuseränder sind meist gewellt und klaffen etwas. Das Schloss ist zahnlos. Das Ligament liegt in einer dreieckigen Ligamentgrube. Auf der Dorsalseite der rechten Klappe vor dem Ligament ist meist ein Schlitz für den Byssus. Der Byssus kann aber auch fehlen. Es ist nur ein großer Schließmuskel vorhanden. Gewöhnlich sitzt der hintere Fußretraktormuskel gleich daneben oder ist mit dem Schließmuskel verschmolzen. Der innere Gehäuserand ist glatt.
Die aragonitische Schale ist außen blättrig, und weißlich oder auch schwärzlich gefärbt. Innen ist die Schale perlmuttrig. Die Ornamentierung besteht aus randparallelen Streifen, die rippenartig verstärkt sein können. Das Periostrakum ist dünn, glatt und gut anheftend.

## Geographische Verbreitung, Lebensraum und Lebensweise
Die wenigen rezenten Arten der Hammermuscheln sind meist auf die tropischen und subtropischen Meere beschränkt. Malleus regula (Forsskål in Niebuhr, 1775) kam ursprünglich als Lessepsscher Einwanderer durch den Suezkanal ins östliche Mittelmeer.
Die Tiere sind meist Weichbodenbewohner in flachem bis etwas tieferem Wasser (Neoaviculovulsa coraliocola bis 280 m Wassertiefe), wo sie mit Hilfe des Byssus an kleinen Steinchen oder anderen Schalen im Sediment angeheftet sind. Oft stecken sie auch zwischen Korallenstöcken und in engen Spalten in felsigen Untergrund.

## Taxonomie
Das Taxon wurde 1818 von Jean-Baptiste de Lamarck als „les Malléacées“aufgestellt. Der Name ist allgemein akzeptiert und wurde auch immer Lamarck zugeschrieben. Allerdings differierte der Umfang der Familie wie er in Zoologie und Paläontologie verwendet wurde, erheblich. Thomas Waller entfernte jedoch die meisten fossilen Gattungen, da deren Schalen überwiegend aus Kalzit aufgebaut ist. Außerdem fehlt ihnen die innere Perlmuttschicht. Er transferierte sie daher zu den Ostreida. Für die aus den Malleidae ausgeschlossenen Gattungen bietet sich der Familienname Eligmidae Gill, 1871 an, der vom Treatise in die Synonymie von Malleidae gestellt worden war. Die Stellung dieser Familie ist aber unsicher. Rüdiger Bieler und Paula M. Mikkelsen stellen sie in die Pteriida, Michael Amler, allerdings mit Fragezeichen zu den Ostreida. Ilya Tëmkin vertrat 2006 eine Mittelstellung zwischen beiden extremen Standpunkten. Er schloss im Wesentlichen die jurassischen Gattungen und einige paläogene Gattungen aus der Familie aus, beließ jedoch die Gattungen Bouleigmus Basse, 1933 (Oberkreide), Stefaniniella Tavani, 1939 (Oberkreide), Vulsella Röding, 1798 (Paläozän bis rezent) und Vulsellina Raincourt, 1876 (Eozän) in der Familie Malleidae (neben der Gattung Malleus). Entsprechend würde sich die stratigraphische Reichweite ändern. In einer späteren molekularbiologischen Arbeit schloss er allerdings auch Vulsella aus den Malleidae aus. Sie muss zur Familie Pteriidae gestellt werden.
Die MolluscaBase stellt daher nur folgende Taxa bzw. nur zwei Gattungen zur Familie der Hammermuscheln. Demnach reicht der Fossilbericht der Familie nur bis ins Miozän zurück.
- Familie Hammermuscheln (Malleidae Lamarck, 1818)
  - Malleus Lamarck, 1799
    - Weiße Hammermuschel (Malleus albus (Lamarck, 1819))
    - Malleus anatinus (Gmelin, 1791)
    - †Malleus bourgeoisi (Tournouër, 1874) (Miozän)[10][11]
    - Amerikanische Hammermuschel (Malleus candeanus (d’Orbigny, 1853))
    - Malleus daemoniacus Reeve, 1858
    - Malleus legumen Reeve, 1858
    - Schwarze Hammermuschel (Malleus malleus (Linnaeus, 1758))
    - Malleus meridianus Cotton, 1930
    - Malleus regula (Forsskål in Niebuhr, 1775)

  - Neoaviculovulsa Okutani & Kusakari, 1987
    - Neoaviculovulsa coraliocola Okutani & Kusakari, 1987